# EPSM Metz Jury
Pour les articles homonymes, voir Jury (homonymie).
L'établissement public de santé mentale de Metz Jury, dit « EPSM Metz Jury », est un établissement public de santé mentale implanté à Jury, en Moselle.
Situé à environ 10 kilomètres de Metz, il est le principal établissement de soins psychiatriques en Moselle.
Il est « l'un des éléments fondamentaux de la réorganisation de la santé mentale en Moselle ».
À partir du 1er janvier 2024, le Centre Hospitalier de Jury a changé de nom pour devenir EPSM Metz Jury.

## Historique

### Construction et inauguration
La construction du centre hospitalier débute en mars 1969. Le terrain militaire de Jury est en cours de déboisement. La première réunion du conseil de surveillance a lieu le 17 avril 1969 à la préfecture de la Moselle, à Metz. Entre 1970 et 1972 a lieu un concours ouvert aux futurs infirmiers du centre en formation dans les établissements du département. Le Centre Psychothérapeutique de Jury est ouvert le 16 août 1972. C'est un hôpital constitué comme un village, en dehors de la ville, avec sept cent cinquante lits sur une soixantaine d'hectares boisés. À l'intérieur du terrain, 7 kilomètres de voies goudronnées ont été nécessaires.

### Années 1970, 1980 et 1990
En 1976 est construite une petite chapelle au sein de l'établissement.

### Depuis 2000
En 2009, une grève éclate pour défendre le maintien de la prise en charge de la mutuelle par l'établissement. Après 17 jours de forte mobilisation, le piquet de grève est levé.
En 2018, un mouvement social au sein de l'hôpital fait état de tensions dues au manque de personnel et à la baisse des dotations publiques.
Au 1er janvier 2024, il dispose de 156 lits d'hospitalisation complète et de 36 places d'hébergements pour la MAS Emile Gallé (maison d'accueil spécialisée).

## Soins
Le centre hospitalier a récemment développé la médiation thérapeutique.
Il a aussi développé le projet « Airmes » (Ateliers intersectoriels de rééducations, médiations et espace social) en proposant aux patients des activités physiques et sportives adaptées, de l’ergothérapie, des ateliers d'art thérapie, d'esthétique, de relaxation, de peinture, d'art graphique, d'informatique et de lecture
.
Il a un foyer d'accueil médicalisé de 24 places pour institutionnaliser spécifiquement des adultes autistes sévères.